# Pierre Waldeck-Rousseau
Pierre Marie René Ernest Waldeck-Rousseau, född den 2 december 1846 i Nantes, död den 10 augusti 1904 i Corbeil, var en fransk statsman, son till René Waldeck-Rousseau. 

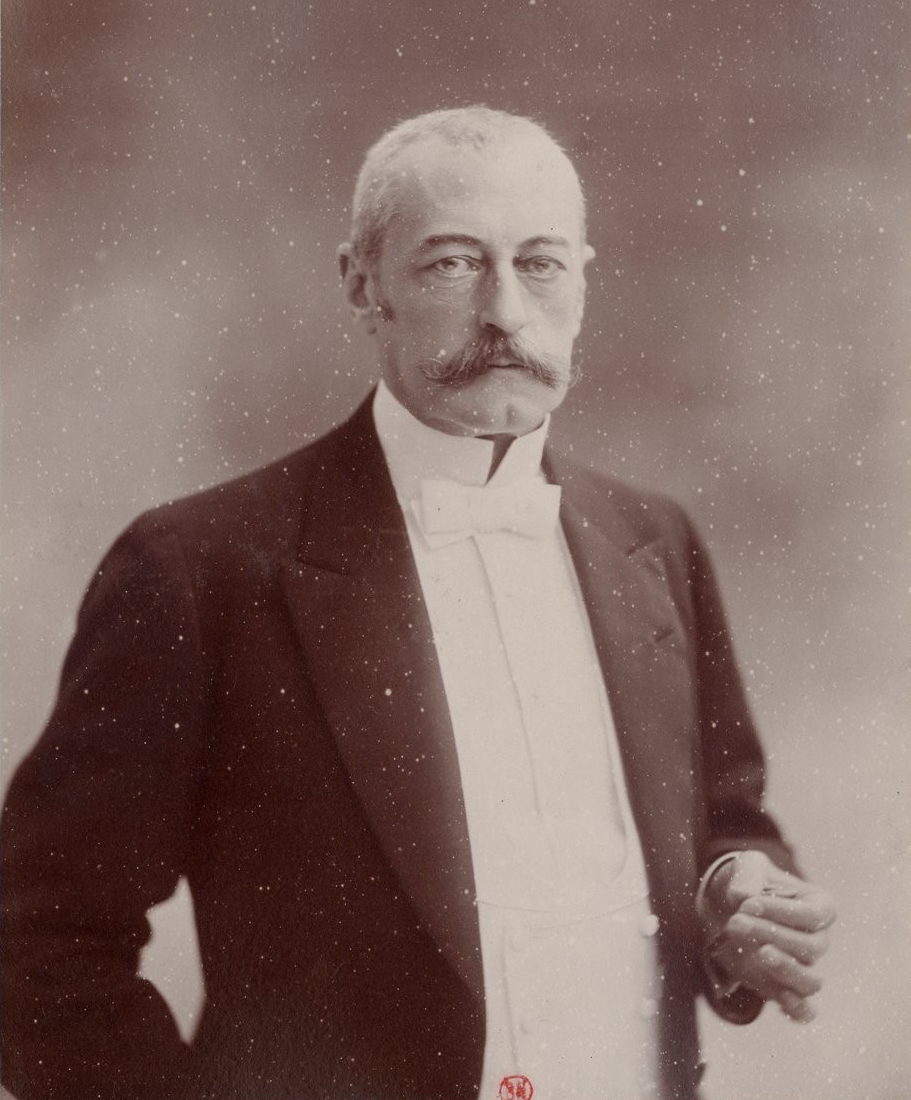
Pierre Waldeck-Rousseau.

## Biografi
Waldeck-Rousseau idkade grundliga juridiska studier i Poitiers och Paris. Han blev 1870 advokat i Saint-Nazaire och organiserade där hösten samma år lokalförsvaret. Han blev 1873 advokat i Rennes och blev där 1879 vald till ledamot av deputeradekammaren, där han genast blev en av Gambettas ivrigaste anhängare. I dennes "stora ministär" (november 1881- januari 1882) var han inrikesminister och innehade samma post i ministären Ferry (februari 1883-mars 1885). Som inrikesminister utsände han 1881 ett ryktbart cirkulär till prefekterna mot påverkan av deputerade vid ämbetstillsättningar, och 1884 genomdrev han en banbrytande lag om fackföreningars erkännande. 
Från 1886 var Waldeck-Rousseau praktiserande advokat i Paris, och hans glänsande framgång på denna bana föranledde honom att 1889 lämna parlamentet, sedan han där samma år kraftigt påyrkat rättsligt inskridande mot general Boulanger. Berömt för logisk skärpa och medryckande framställningskonst är hans försvar för Ferdinand de Lesseps och ingenjör Eiffel 1893 i de processer, vartill Panamaaffären gav anledning. Waldeck-Rousseau återvände 1894 till det politiska livet som senator för departementet Loire och var vid presidentvalet januari 1895 en bland huvudkandidaterna (jämte Henri Brisson och Félix Faure), men trädde vid andra omröstningen tillbaka till förmån för Faure. 
Under de följande åren växte hans anseende bland de moderata republikanerna stadigt, och då Dreyfusaffärens stormar 1899 fordrade statsrodrets överlämnande åt en man med obestridd auktoritet, anmodades han av president Loubet efter kabinettet Dupuys fall att bilda ministär. Om än med svårighet lyckades Waldeck-Rousseau i en stark koncentrationsministär (22 juni) förena så politiskt vitt åtskilda män som general Galliffet (krigsminister) och den "oberoende socialisten" Millerand (handels- och industriminister). Delcassé blev utrikes-, Caillaux finans- och Leygues undervisningsminister. 
Dreyfusaffärens avveckling genom en kompromisslösning efter domen i Rennes 1899, det kraftiga inskridandet mot monarkistiska ränksmidare 1900, arméns rensning från politiskt opålitliga officerare genom Gallifets efterträdare som krigsminister, general André, och det glänsande förloppet av 1900 års världsutställning i Paris stärkte i hög grad ministärens anseende och övertygelsen om den republikanska statsformens fasthet. Alliansen med Ryssland befästes genom ryska kejsarparets besök i Paris 1901 och president Loubets motbesök i Sankt Petersburg 1902. En framsynt arbetarpensioneringslag genomdrevs 1901. 
Antagandet av den nya föreningslagen samma år gav regeringen skarpa vapen för att hävda statens makt gentemot de romersk-katolska kongregationerna, vapen, mot vilkas av lagstiftaren ej avsedda tillämpning under hans efterträdare Combes Waldeck-Rousseau sedermera utan framgång protesterade. Valen 1902 blev en glänsande triumf för ministären trots den våldsamma och mot Waldeck-Rousseau personligen kränkande kampanj, som oppositionsgrupperna iscensatt. Det väckte därför stor förvåning, då Waldeck-Rousseau omedelbart efter valsegern begärde entledigande 3 juni 1902. En plågsam sjukdom, leverkräfta, som två år senare lade honom i graven, torde ha varit huvudorsaken till, att han frivilligt avstod från makten. På en rekreationsresa till Norge efter sin avgång besökte Waldeck-Rousseau (i juli 1902) även Stockholm och Göteborg. 
Waldeck-Rousseau  var närmast efter Gambetta och Ferry den främste statsman den tredje republiken frambragt, och i sin ärligt republikanska och energiskt nationella politik gick han i deras fotspår. Republikens räddning ur den farliga kris, som Dreyfusaffären framkallat, och det parlamentariska livets inriktande på positivt reformarbete är hans största insatser i Frankrikes historia. Av Waldeck-Rousseaus politiska tal utgavs flera samlingar: Discours parlementaires (1889), Questions sociales (1900), Associations et congrégations (1901), Pour la république, 1883-1903 (1904) och L’état et la liberté (2 band, 1905-06). Henri Barboux utgav hans ryktbaraste Plaidoyers (2 band, 1906).